# Jeanne-Élisabeth de Bade-Durlach (1680-1757)
Jeanne Élisabeth de Bade-Durlach (3 octobre 1680 – 2 juillet 1757), est duchesse de Wurtemberg par  mariage.

## Biographie
Jeanne de Bade-Durlach, née à Karlsberg, Durlach, est le troisième enfant de Frédéric VII Magnus de Bade-Durlach (1647-1709) et de son épouse Augusta-Marie de Holstein-Gottorp (1649-1728).
En 1697, elle est mariée avec Eberhard-Louis de Wurtemberg (1676-1733), fils du duc Guillaume-Louis de Wurtemberg et de Madeleine-Sibylle de Hesse-Darmstadt. Le mariage a été célébré en Suisse, où la cour de Bade est en exil du fait des multiples invasions françaises. Deux mois plus tard, à Stuttgart, la sœur d'Eberhard Louis, Madeleine Wilhelmine épouse Charles-Guillaume de Bade-Durlach. Eberhard accorde peu d'attention à sa nouvelle épouse ; il l'aurait épousée seulement pour être près d'une de ses dames de compagnie.

## Séparation
Après la naissance d'un fils, Frédéric-Louis de Wurtemberg (1698-1731) , né la première année du mariage, le couple vécu séparé. Du fait de sa carrière militaire, Eberhard Louis séjourna rarement à Stuttgart. En 1704, il prit part à la Bataille de Blenheim, et fut plus tard nommé commandant de l'armée du Rhin. En 1707, il devint maréchal des troupes souabes durant la Guerre de Succession d'Espagne. Quant à Jeanne Élisabeth, elle resta accrochée aux idées piétistes de la morale avec laquelle elle avait grandi.

## L'affaire Grävenitz
Eberhard Louis de Wurtemberg fut le premier duc vivant ouvertement avec sa maîtresse, Wilhelmine von Grävenitz (1686-1744). Son mariage morganatique en 1707 provoqua un scandale. Sur demande de Jeanne Élisabeth à l'Empereur Charles VI, le mariage bigame fut dissous et la favorite est envoyée en exil en Suisse.
En 1710, Wilhelmine de Grävenitz, après un simulacre de mariage avec le comte von Würben, fut en mesure de retourner au Wurtemberg. Le couple adultère vivait la plupart du temps à Ludwigsburg, et en 1718, la résidence ducale est officiellement déménagée à Ludwigsburg. Quant à Jeanne Élisabeth, elle continua de vivre dans le vieux palais de Stuttgart. Cependant, elle refusa de demander le divorce, et le mariage ne fut jamais dissous.
La mort du prince Frédéric-Louis en 1731 menaça de faire passer le Wurtemberg à une branche cadette catholique. En raison de ce danger, le duc Eberhard Louis décida de rompre avec Wilhelmine de Grävenitz dans l'espoir de concevoir un héritier de sa légitime et longtemps ignorée épouse, Jeanne Élisabeth. L'âge avancé du couple et l'imminence de la mort du duc, le 31 octobre 1733, mit un terme à ce souhait.
Jeanne Élisabeth a survécu à son mari près de vingt ans. Elle vécut au château de Kirchheim et mourut au château de Stetten, dans la Vallée de la Rems. Elle est enterrée dans l'église du château de Ludwigsburg.

## Descendance
- Frédéric-Louis de Wurtemberg (1698-1731) (1698-1731); marié en 1716, à Henriette-Marie de Brandebourg-Schwedt (1702-1782).

## Généalogie
|  |                                                         |  |  |  |  |  |  |  |  |  |  |  |  |
|  | Frédéric V de Bade-Durlach (1594–1659)                  |  |  |  |  |  |  |  |  |  |  |  |  |
|  |                                                         |  |  |  |  |  |  |  |  |  |  |  |  |
|  |                                                         |  |  |  |  |  |  |  |  |  |  |  |  |
|  | Frédéric VI de Bade-Durlach (1617–1677)                 |  |  |  |  |  |  |  |  |  |  |  |  |
|  |                                                         |  |  |  |  |  |  |  |  |  |  |  |  |
|  |                                                         |  |  |  |  |  |  |  |  |  |  |  |  |
|  | Barbara de Wurtemberg (1593–1627)                       |  |  |  |  |  |  |  |  |  |  |  |  |
|  |                                                         |  |  |  |  |  |  |  |  |  |  |  |  |
|  |                                                         |  |  |  |  |  |  |  |  |  |  |  |  |
|  | Frédéric VII Magnus de Bade-Durlach (1647–1709)         |  |  |  |  |  |  |  |  |  |  |  |  |
|  |                                                         |  |  |  |  |  |  |  |  |  |  |  |  |
|  |                                                         |  |  |  |  |  |  |  |  |  |  |  |  |
|  | Jean-Casimir de Deux-Ponts-Cleebourg (1589–1652)        |  |  |  |  |  |  |  |  |  |  |  |  |
|  |                                                         |  |  |  |  |  |  |  |  |  |  |  |  |
|  |                                                         |  |  |  |  |  |  |  |  |  |  |  |  |
|  | Christine-Madeleine de Deux-Ponts-Cleebourg (1616–1662) |  |  |  |  |  |  |  |  |  |  |  |  |
|  |                                                         |  |  |  |  |  |  |  |  |  |  |  |  |
|  |                                                         |  |  |  |  |  |  |  |  |  |  |  |  |
|  | Catherine Vasa (1584–1638)                              |  |  |  |  |  |  |  |  |  |  |  |  |
|  |                                                         |  |  |  |  |  |  |  |  |  |  |  |  |
|  |                                                         |  |  |  |  |  |  |  |  |  |  |  |  |
|  | Jeanne-Élisabeth de Bade-Durlach (1617-1677)            |  |  |  |  |  |  |  |  |  |  |  |  |
|  |                                                         |  |  |  |  |  |  |  |  |  |  |  |  |
|  |                                                         |  |  |  |  |  |  |  |  |  |  |  |  |
|  | Jean-Adolphe de Holstein-Gottorp, (1575–1616)           |  |  |  |  |  |  |  |  |  |  |  |  |
|  |                                                         |  |  |  |  |  |  |  |  |  |  |  |  |
|  |                                                         |  |  |  |  |  |  |  |  |  |  |  |  |
|  | Frédéric III de Holstein-Gottorp (1597–1659)            |  |  |  |  |  |  |  |  |  |  |  |  |
|  |                                                         |  |  |  |  |  |  |  |  |  |  |  |  |
|  |                                                         |  |  |  |  |  |  |  |  |  |  |  |  |
|  | Augusta de Danemark (1580–1639)                         |  |  |  |  |  |  |  |  |  |  |  |  |
|  |                                                         |  |  |  |  |  |  |  |  |  |  |  |  |
|  |                                                         |  |  |  |  |  |  |  |  |  |  |  |  |
|  | Augusta Marie de Holstein-Gottorp (1649–1728)           |  |  |  |  |  |  |  |  |  |  |  |  |
|  |                                                         |  |  |  |  |  |  |  |  |  |  |  |  |
|  |                                                         |  |  |  |  |  |  |  |  |  |  |  |  |
|  | Jean-Georges Ier de Saxe (1585–1656)                    |  |  |  |  |  |  |  |  |  |  |  |  |
|  |                                                         |  |  |  |  |  |  |  |  |  |  |  |  |
|  |                                                         |  |  |  |  |  |  |  |  |  |  |  |  |
|  | Marie-Élisabeth de Saxe (1610–1684)                     |  |  |  |  |  |  |  |  |  |  |  |  |
|  |                                                         |  |  |  |  |  |  |  |  |  |  |  |  |
|  |                                                         |  |  |  |  |  |  |  |  |  |  |  |  |
|  | Madeleine-Sibylle de Prusse (1586–1659)                 |  |  |  |  |  |  |  |  |  |  |  |  |
|  |                                                         |  |  |  |  |  |  |  |  |  |  |  |  |
|  |                                                         |  |  |  |  |  |  |  |  |  |  |  |  |

## Sources et références

### Sources
- (en) Peter H. Wilson, Queenship in Europe 1660-1815 : The Role of the Consort, Cambridge, Cambridge University Press, 2004, 276–299 p. (ISBN 0-521-81422-7), « Women and Imperial Politics: The Württemberg Consorts 1674-1757 »